# Cyathea mucilagina
Cyathea mucilagina är en ormbunkeart som beskrevs av Robbin C. Moran. Cyathea mucilagina ingår i släktet Cyathea och familjen Cyatheaceae. Inga underarter finns listade.